# Аба (плат)
Вижте пояснителната страница за други значения на Аба.
Аба̀та е дебел тепан вълнен плат; бало, шаяк. Използва се широко в традиционната българска носия за изработката на различни дрехи, като аба, потури, ямурлук, сукман, вълненик и други. Платовете се изработват в три цвята - бозав (светлокафяв), черен (боядисан или изтъкан от черна вълна) и тъмносин (оцветен в индигова боя).

## Технология
Вълната е основната суровина за производството на абата и качеството на тази суровина е определяща. Отглежданите в България породи овце основно за месо, мляко и вълна имат по-груба структура на вълната и затова са подходящи за грубите платове като абата.
След изработката на вълнената прежда се тъче на тъкачен стан. Готовият плат се тепа в тепавица до получаване на специална структура на плата. Тази структура осигурява водонепроницаемост, топлоизолационност и немачкаемост.
Първоначално абата се произвежда в домашни условия, но през 18 – 19 век широко разпространение придобива занаятчийското и манифактурно производство – абаджийство, което играе важна роля в българската икономика през този период.